# Feistritz an der Gail

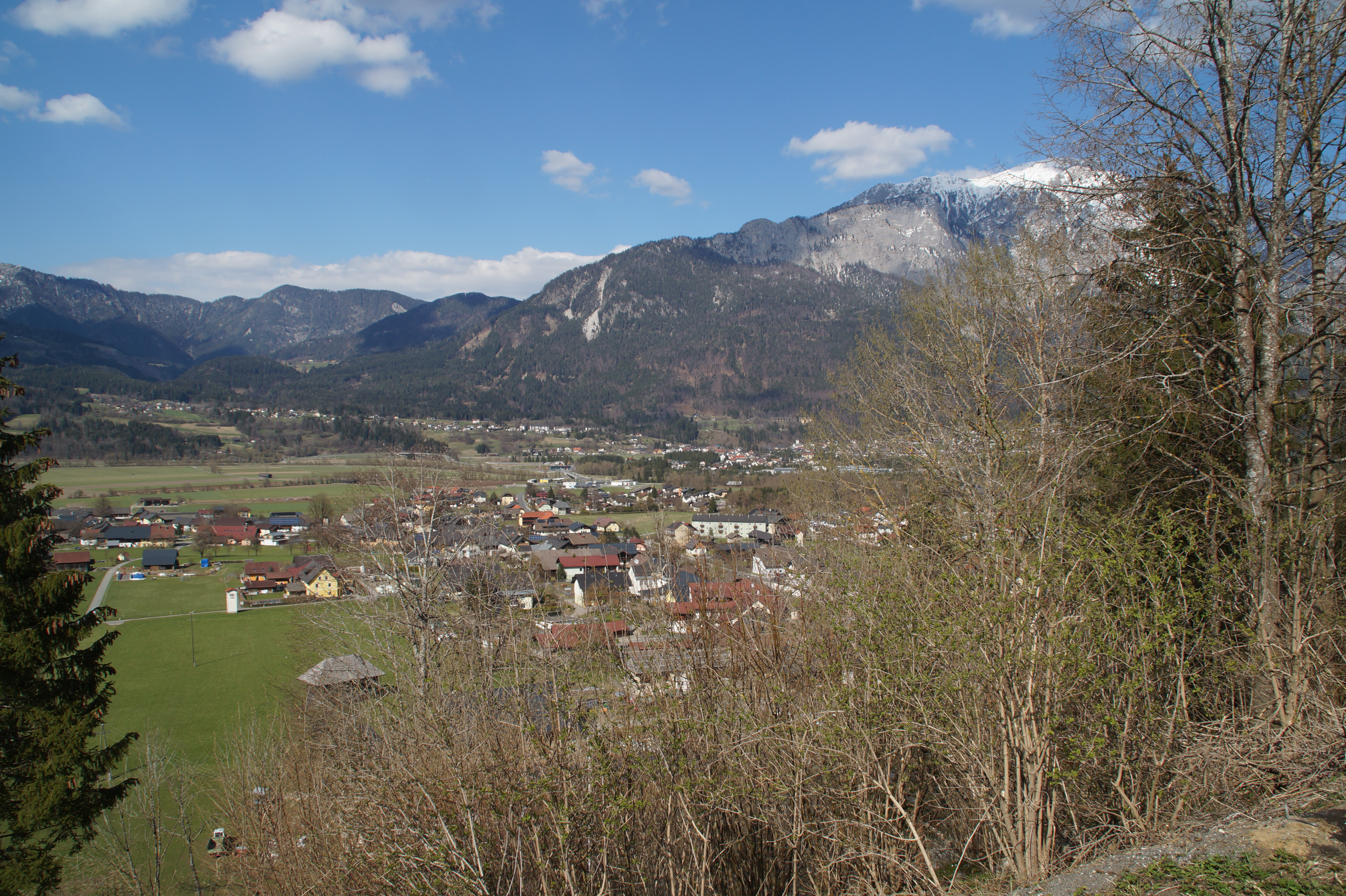
Feistritz an der Gail

Feistritz an der Gail (sl.: Bistrica na Zilji) is een gemeente in de Oostenrijkse deelstaat Karinthië, direct gesitueerd aan de grens met Italië. Het maakt deel uit van het district Villach-Land.
Feistritz an der Gail telt 656 inwoners.

## Kufenstechen

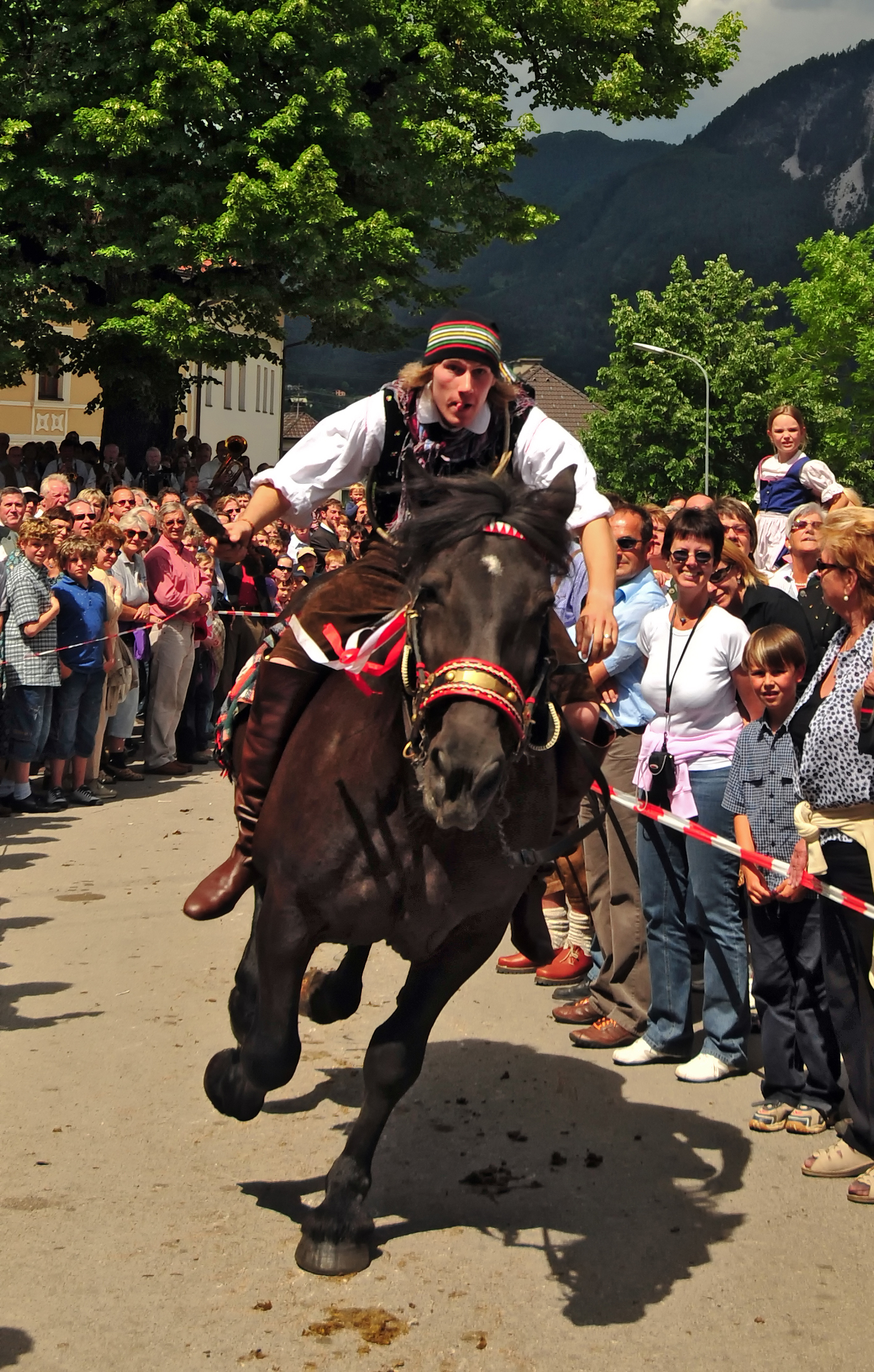
Kufenstechen in klederdracht

Het Kufenstechen ('tonnetje-steken') is een folkloristische activiteit die sinds honderden jaren plaatsvindt in het dorp Feistritz an der Gail en haar omgeving tijdens de jaarlijkse Kermesse op Tweede Pinksterdag.
Jonge ongehuwde mannen rijden op ongezadelde Noriker (Oostenrijkse koudbloedpaarden) en moeten met behulp van een ijzeren staaf proberen een houten tonnetje in stukken te slaan. Daarbij dienen ze de ton, die hoog om een paal bevestigd is, verschillende keren in volle vaart te passeren. Wanneer de ton uiteindelijk in duigen ligt, wordt de winnaar gehuldigd met een bloemkransje dat hij uit handen van een jongedame vanaf het paard direct om zijn pols steekt.
Vervolgens begint al snel de traditionele dans onder de lindenboom. De winnaar van het Kufenstechen begint met zijn danspartner de dans en andere ongetrouwde stellen, allen getooid in traditionele Gailtaler klederdrachten, voegen zich bij hen. De dans wordt begeleid door een muziekkapel die zeer oude traditionele melodieën ten gehore brengt.
Deze gebruiken werden voor het eerst beschreven in 1804 door Aartshertog Johan van Oostenrijk. Door anderen werd het gebruik beschreven uit de omgeving van Villach. De precieze herkomst is niet duidelijk, maar het lijkt op een lokaal voortleven van oude ridderspelen uit de middeleeuwen.